# Daniel Kahneman
Daniel Kahneman (Tel-Aviv, 1934. március 5. – 2024. március 27.) izraeli-amerikai pszichológus, aki 2002-ben közgazdasági Nobel-emlékdíjat kapott az Amos Nathan Tverskyvel közösen kidolgozott kilátáselméletért. A Princetoni Egyetem Woodrow Wilson Iskolájának professzor emeritusa volt.

## Munkássága főbb területei
Amos Tverskyvel együtt létrehozta az emberi hibák és előítéletek kognitív szemléletmódját, feltárva a heurisztikák működését (Kahneman & Tversky, 1973; Kahneman, Slovic & Tversky, 1982; Tversky & Kahneman, 1974), továbbá szintén Amos Tverskyvel kifejlesztette a kilátáselméletet (Kahneman & Tversky, 1979), e munkásságáért Nobel-díjat kapott 2002-ben (Vernon L. Smith-szel megosztva). Emellett kutatásai jelentősek a kognitív pszichológia, ezen belül elsősorban a vizuális percepció területén, valamint tevékenysége meghatározó a szubjektív jóllét kutatásában.

## Életrajz

### Korai évek
A család eredeti lakóhelye Párizsban volt, születésekor édesanyja épp meglátogatta Tel-Avivban élő rokonait. Gyermekéveit Párizsban töltötte, ahová a szülei Litvániából emigráltak az 1920-as évek elején. Kahneman és családja Párizsban élt 1940-ben is, amikor a nácik elfoglalták Párizst. Édesapja internáló táborba került, ahonnan 6 hét után szabadon bocsátották. A háborút azonban nem élte túl, 1944-ben cukorbetegségben vesztette életét. Ezt követően Daniel Kahneman, nővére és édesanyja Palesztinába költözött ottani rokonaikhoz (Kahneman, 2002).
Kahneman így ír a nácik által megszállt Franciaországban szerzett tapasztalatairól, mellyel megindokolja, miért választotta a pszichológusi pályát: „1941 vége vagy 1942 eleje lehetett. A zsidókat kötelezték a Dávid-csillag viselésére és a 6 óra utáni kijárási tilalom betartására. Egy katolikus barátommal játszottam és túl sokáig maradtam. Kifordítottam a barna pulóveremet és elindultam a néhány háztömbbel arrébb lévő otthonom felé. Amint az üres utcán sétáltam, felbukkant egy német katona. Fekete egyenruha volt rajta, amitől azt mondták, jobban kell félnem, mint a többitől – ezt az SS katonák viselték. Ahogy közelebb értem hozzá, és próbáltam gyorsan elsétálni, észrevettem, hogy erőteljesen bámul. Aztán odahívott magához, felemelt és megölelt. Rettegtem, hogy észreveszi a csillagot a pulóverem belsejében. Hevesen gesztikulálva elkezdett hozzám németül beszélni. Amikor letett, kinyitotta a tárcáját, mutatott egy képet egy fiúról, és adott egy kis pénzt. Biztosabb voltam benne, mint valaha, hogy az édesanyámnak igaza volt: az emberek végtelenül összetettek és érdekesek” (Kahneman, 2003, 417. o.).

### Korai egyetemi tanulmányok és katonai szolgálat
Kahneman pszichológiából és matematikából szerzett diplomát a jeruzsálemi Héber Egyetemen, 1954-ben. Miután megszerezte diplomáját, tagja lett az Izraeli Védelmi Erők pszichológiai részlegének. Feladatai közé tartozott többek között, hogy értékelje a tiszti képzésbe jelentkező katonákat, továbbá erre a célra teszteket és mérőeljárásokat dolgozzon ki. Ebben az időben kezdték el foglalkoztatni olyan pszichológiai kérdések, amelyek megválaszolásán később Amos Tverskyvel dolgozott.
1958-ban az Egyesült Államokban, a kaliforniai Berkeley Egyetemen kezdte el a doktorandusz képzést. Disszertációját 1961-ben írta meg, amelyben a szemantikus differenciál mellékneveinek statisztikai és kísérletes elemzését végezte el.

### Pszichológusból kutató
Tudományos pályáját a Jeruzsálemi Héber Egyetemen kezdte meg, mint előadó, 1961-ben. 1966-ban egyetemi docenssé nevezték ki. Korai munkáiban a vizuális percepció és figyelem kérdéseivel foglalkozott. Ehhez kapcsolódik első publikációja a jelentős „Science” című tudományos folyóiratban: "Pupil diameter and load on memory" (1966). Ebben az időszakban Kahneman vendég tudósa volt a Michigan egyetemnek (1965-66), az Alkalmazott Pszichológiai Kutatóintézetnek Cambridge-ben (1968 és 1969 nyara), továbbá kutató ösztöndíjas volt a „Center for Cognitive Studies”-ban és előadó a Harvard Egyetemen (1966/1967).

### Hosszú távú együttműködés Amos Tverskyvel
Az 1960-as évek végén kezdte meg hosszú távú együttműködését Amos Tverskyvel. Kahneman meghívta Tverskyt a Jeruzsálemi Héber Egyetemre, mint vendégelőadót, ezt követően kezdtek el együtt dolgozni. Kahneman és Tversky számos nagy hatású cikket publikált együtt az ítélet és döntéshozatal általános területén, munkájuk tetőpontját a kilátáselmélet kidolgozása jelentette 1979-ben. Kahneman ezen elméleti munkásságáért 2002-ben elnyerte a közgazdasági Nobel-emlékdíjat. Általánosságban a közvélemény és maga Kahneman is kettejük közös munkájának elismeréseként tekint a díjra. Tversky 1996-ban hunyt el bőrrákban, így munkájuk ezen elismerését már nem érhette meg. Kahneman életrajzában hosszasan megemlékezik gyümölcsöző együttműködésükről.
Kahneman és Tversky első közös publikációja („Belief in the Law of Small Numbers”) 1971-ben jelent meg. Lektorált folyóiratokban összesen 7 cikket publikáltak 1971 és 1979 között. Eltekintve a kilátás-elmélettől, legfontosabb munkájuknak a Sience-ben megjelent, 1974-es cikkük tekinthető: Judgment Under Uncertainty: Heuristics and Biases. E cikkük heves vitákat kavart: az ítéletalkotási heurisztikákat leíró elméletüket néhányan a „buták pszichológiájának” nevezték.
Kahneman 1978-ban elhagyta a Jeruzsálemi Héber Egyetemet, és a kanadai British Columbia Egyetemen vállalt állást. Tversky ugyanebben az évben a Stanford Egyetemen folytatta munkásságát, ám együttműködésük továbbra is folytatódott.

### Közgazdaságtan és pszichológia
Kahneman és Tversky az 1977-1978-as tanévben a Stanford Egyetem Magatartástudományi Intézetének munkatársai voltak. Ebben az időben ismerkedik meg Richard Thaler közgazdásszal, akit visszaemlékezéseiben úgy emleget, mint a második legfontosabb szakmai barátságot az életében. Építve a kilátáselméletre, valamint Kahneman és Tversky egyéb munkáira, Thaler 1980-ban kiadta a Toward a Positive Theory of Consumer Choice című munkáját, melyet Kahneman a viselkedési közgazdaságtan alapító okiratának nevezett.
Kahneman és Tversky is komolyan részt vett ennek az új közgazdasági megközelítésnek a kidolgozásában, mely csökkentette együttműködésük korábbi intenzitását és kizárólagosságát. Bár Tversky halálának bekövetkeztéig közösen is publikálnak, majdhogynem kizárólagos együttműködésük véget ért, miután 1983-ban két cikket is kiadott feleségével, Anne Treismannal.

### Közös munka Anna Treismannal: tárgy-fájl
Feleségével, Anna Treismannal 1992-ben a vizuális rendszer tanulmányozásával kapcsolatosan kidolgozták a tárgyfájl fogalmát. Ez a vizuális index fogalmához nagymértékben hasonlít, olyan mutató, amely a már megtalált, de még nem azonosított tárgyakra mutat, és lehetővé teszi, hogy a vizuális feldolgozás további lépései erre építve állapíthassák meg a tárgy tulajdonságait, tehát a tárgyfájlok egyfajta mutatók a vizuális rendszer számára. A tárgyfájlok tartalmaznak tulajdonságokat is. Olyan ideiglenes epizodikus reprezentációk, amelyeken belül egy tárgy egymást követő helyzetei összekapcsoltak és integráltak. Bár a tárgyfájl elképzelés alapvetően a vizuális rendszer működésével kapcsolatos, alkalmas arra is, hogy néhány, számokkal kapcsolatos jelenséget (így például a szubitizáció) is megmagyarázzon, az analóg mennyiség rendszert helyettesítő alternatív elképzelésként.

### Jóllét pszichológia
Publikációinak száma meglehetősen lecsökkent az 1980-as évek végén (1987 és 1989 között egyetlen fejezetet publikált). Ezt követően a hasznosságot, és a hasznosság pszichológiáját tárgyaló cikkei jelentek meg (például: Kahneman és Shnell, 1990; Kahneman és Thaler , 1991; Kahneman és Varey, 1991).
Miközben Kahneman a döntéshozatalt kutatta (e.g. Kahneman, 1992, 1994; Kahneman & Lovallo, 1993), növekvő számú publikációinak fókuszába a szubjektív jóllét pszichológiája került (e.g. Fredrickson & Kahneman, 1993; Kahneman, Fredrickson, Schreiber & Redelemeier, 1993; Kahneman, Wakker & Sarin, 1997; Redelmeier & Kahneman, 1996). Ez a terület szorosan kapcsolódik a pozitív pszichológiai irányzathoz, amely ebben az időszakban növekvő népszerűségnek örvendett. Kahneman és munkatársai szerint:
„a pszichológiai jóllét…annak tanulmányozása, hogy mi teszi az élettapasztalatokat kellemessé és kellemetlenné. A kellemes és fájdalmas érzésekkel, a kíváncsiság, az unalom, az élvezet, a szomorúság, az elégedettség és az elégedetlenség élményével foglalkozik. Azon körülmények egész sorát is górcső alá veszi, a biológiaitól kezdve a szociális tényezőkig, amelyek a fájdalom vagy az élvezet mögött állhatnak” (Kahneman, Diener & Schwarz, 1999, 9. o.). Míg Kahneman továbbra is végzett a döntéshozással kapcsolatosan kutatásokat (pl. Kahneman, 1992, 1994; Kahneman & Lovallo, 1993), addig a jóllét pszichológiája is egyre több publikációjának került a fókuszpontjába (pl. Fredrickson & Kahneman, 1993; Kahneman, Fredrickson, Schreiber & Redelmeier, 1993; Kahneman, Wakker & Sarin, 1997; Redelmeier & Kahneman, 1996), és ezt annak a kötetnek a megjelenése tetőzte be, melynek társszerkesztője volt Ed Diener és Norbert Schwarz mellett (mindketten az érzelmek és a pszichológiai jóllét kiváló és nagyra becsült tudósai).
E témakörhöz kapcsolódóan David Schkade-del közösen megalkotta a fókuszálási illúzió fogalmát (Kahneman & Schkade, 1998; Kahneman, Krueger, Schkade, Schwarz & Stone, 2006), mely azon hibákat magyarázza, melyeket az emberek különböző forgatókönyvek jövőbeli boldogságukra való hatásának becslése során elkövetnek. Az illúzió akkor bukkan fel, amikor az emberek egy-egy speciális tényező általános boldogságukra gyakorolt hatását mérik fel, ilyenkor hajlamosak jelentősen eltúlozni az adott tényező fontosságát, miközben figyelmen kívül hagynak egyéb faktorokat, amelyeknek esetenként a valóságban sokkal nagyobb a jelentőségük. Egy jó példa erre Kahneman és Schkade 1998-as tanulmánya, melynek címe: „A kaliforniai élet boldoggá teszi az embereket? Egy fókuszálási illúzió az élettel való elégedettség megítélésében.” Ebben a tanulmányban középnyugati és kaliforniai diákok hasonló mértékű elégedettségről számoltak be, de a középnyugatiak úgy gondolták, hogy kaliforniai társaik boldogabbak. Amikor a középnyugatiak ezeket az ítéleteket hozták, a kontrasztra fókuszáltak, így például az ohioiak az időjárást, mint az elégedettségük egyik fontos tényezőjét túlbecsülték a kaliforniaiak esetében, ennek a tényezőnek a hatását sokkal fontosabbnak ítélték az ott lakók elégedettségére nézve (Kahneman, 2010).

## Magánélete
Kahneman a Princetoni Egyetem Pszichológiai Karának és a Woodrow Wilson School of Public and International Affairsnek vezető kutatója és emeritusa, valamint a Héber Egyetem munkatársa és a Gallup főmunkatársa volt.
Házastársa, Anne Treisman a Princeton Egyetem Pszichológiai Karán tanít. Több tanulmányt is közösen publikáltak, elsősorban a vizuális percepció területén.

## Díjak és elismerések
2002-ben Kahneman elnyerte a közgazdasági Nobel-emlékdíjat – dacára kutatópszichológusi fókuszának – a kilátáselmélet témakörében végzett munkájáért.
Valójában Kahneman – saját bevallása szerint – soha nem vett részt egyetlen közgazdasági kurzuson sem, minden, amit a témáról tud, Tverskyvel munkatársaiktól, Richard Thalertől és Jack Knetschtől tanulták.
Kahneman Amos Tverskyvel megosztva 2003-ban elnyerte a Louisville Egyetem pszichológiai Grawemeyer díját. 
2007-ben kitüntették az Amerikai Pszichológus Szövetség életműdíjával (American Psychological Association's Award for Outstanding Lifetime Contributions to Psychology).
2006. november 6-án a rotterdami Erasmus Egyetem közgazdasági karának díszdoktorává avatták
Székfoglalójában Kahneman a következőt mondta: „Ha elég sokáig élsz, láthatod, ahogy a lehetetlen valósággá válik”. E mondatával arra a furcsa fordulatra utalt, hogy pszichológusként kapta meg a közgazdasági Nobel-díjat, és hogy őt tekintik a pszichológiai szempontú közgazdaságtani megközelítés atyjának.

## Publikációk
Figyelmeztetés: Ez Kahneman publikációinak csupán részleges listája. Az itt szereplő publikációk fontosságuk és/vagy reprezentativitásuk miatt kerültek a listába.
- (1971) „Belief in the law of small numbers”. Psychological Bulletin 76, 105–110. o. DOI:10.1037/h0031322.
- (1972) „Subjective probability: A judgment of representativeness”. Cognitive Psychology 3, 430–454. o. DOI:10.1016/0010-0285(72)90016-3.
- Kahneman, D. (1973). Attention and effort. Englewood Cliffs, NJ: Prentice-Hall
- (1973) „On the psychology of prediction”. Psychological Review 80, 237–251. o. DOI:10.1037/h0034747.
- (1973) „Availability: A heuristic for judging frequency and probability”. Cognitive Psychology 5, 207–232. o. DOI:10.1016/0010-0285(73)90033-9.
- (1974) „Judgment under uncertainty: Heuristics and biases”. Science 185 (4157), 1124–1131. o. DOI:10.1126/science.185.4157.1124. PMID 17835457.
- (1979) „Prospect theory: An analysis of decisions under risk”. Econometrica 47 (2), 263–291. o. DOI:10.2307/1914185.
- (1981) „The framing of decisions and the psychology of choice”. Science 211 (4481), 453–458. o. DOI:10.1126/science.7455683. PMID 7455683.
- Kahneman, D., Slovic, P., & Tversky, A. (1982). Judgment Under Uncertainty: Heuristics and Biases . New York: Cambridge University Press.
- (1984) „Choices, values and frames”. American Psychologist 39, 341–350. o. DOI:10.1037/0003-066X.39.4.341.
- (1986) „Norm theory: Comparing reality to its alternatives”. Psychological Review 93, 136–153. o. DOI:10.1037/0033-295X.93.2.136.
- (1990) „Experimental tests of the endowment effect and the Coase theorem”. Journal of Political Economy 98, 1325–1348. o. DOI:10.1086/261737.
- (1993) „Duration neglect in retrospective evaluations of affective episodes”. Journal of Personality and Social Psychology 65 (1), 45–55. o. DOI:10.1037/0022-3514.65.1.45. PMID 8355141.
- (1993) „Timid choices and bold forecasts: A cognitive perspective on risk-taking”. Management Science 39, 17–31. o. DOI:10.1287/mnsc.39.1.17.
- (1996) „On the reality of cognitive illusions”. Psychological Review 103 (3), 582–591. o. DOI:10.1037/0033-295X.103.3.582. PMID 8759048.
- (1998) „Does living in California make people happy? A focusing illusion in judgments of life satisfaction”. Psychological Science 9, 340–346. o. DOI:10.1111/1467-9280.00066.
- Kahneman, D., Diener, E., & Schwarz, N. (Eds.). (1999). Well-being: The foundations of hedonic psychology. New York: Russell Sage Foundation.
- Kahneman, D., & Tversky, A. (Eds.). (2000). Choices, values and frames. New York: Cambridge University Press
- (2003) „A perspective on judgment and choice: Mapping bounded rationality”. American Psychologist 58 (9), 697–720. o. DOI:10.1037/0003-066X.58.9.697. PMID 14584987.
- (2006) „Would you be happier if you were richer? A focusing illusion”. Science 312, 5782. o.

## Magyarul megjelent művei
- Gyors és lassú gondolkodás;[11] ford. Bányász Réka; HVG Könyvek, Bp., 2013
- Daniel Kahneman–Olivier Sibony–Cass R. Sunstein: Zaj. Az emberi döntéshozatalt zavaró tényezők; ford. Garai Attila; HVG Könyvek, Budapest, 2021